# Балтычак
Балтычак — главный эмир из племени мангыт, служил правителю Синей Орды (восточной части Золотой Орды) Урус-хану и его детям. Отец Исы и Едигея.
На службе у Урус-хана Балтычак не достиг высоких чинов. Его карьера пошла в гору при хане Тимур-Малике. Этот хан отличался распутством, поэтому его покинули многие представители власти, в том числе и беклярбек Казанчи. Поэтому в 1378 году Балтычак был назначен беклярбеком, став первым в долгой цепочке беклярбеков-мангутов при хане чингизиде.
Его старший сын Иса также служил ханам Синей Орды, а младший Едигей находился во враждебном стане Тохтамыша, которого поддерживал Тамерлан. Тимур-Малик проиграл Тохтамышу без боя — большинство его войск перешло на сторону Тохтамыша, не выдержав распутного поведения Тимур-Малика. Балтычак был схвачен вместе с ханом, ему предлагали перейти на службу к Тохтамышу, но он призвал казнить его и похоронить вместе с господином, что и было исполнено. Оба его сына в это время находились в окружении Тохтамыша.